# Мировой Гран-при по волейболу 2008
16-й розыгрыш Гран-при — международного турнира по волейболу среди женских национальных сборных — прошёл с 20 июня по 13 июля 2008 года в 10 городах 7 стран с участием 12 команд. Финальный этап был проведён в Иокогаме (Япония). Победителем турнира в 7-й раз в своей истории стала сборная Бразилии.

## Команды-участницы
Польша, Китай, Япония — по приглашению ФИВБ;
Германия, Турция, Италия — по итогам европейской квалификации;
Казахстан, Таиланд — по результатам мирового рейтинга среди команд AVC;
Куба, Доминиканская Республика, США — по итогам розыгрыша Панамериканского Кубка 2007 года (три лучшие команды от NORCECA);
Бразилия — по итогам розыгрыша Панамериканского Кубка 2007 года (лучшая команда от CSV).

## Система проведения розыгрыша
На предварительном этапе команды выступали по туровой системе. В каждом туре (всего их было три) команды делились на четвёрки и проводили в них однокруговые турниры. Все результаты шли в общий зачёт. В играх финального этапа, проходившего по круговой системе, участвовали хозяин финала Япония и пять лучших команд по итогам предварительного раунда.

## Предварительный этап
20 июня — 6 июля

### Турнирная таблица
| М  | Команда                  | И | В | П | С/О     | С/П   | О  |
| -- | ------------------------ | - | - | - | ------- | ----- | -- |
| 1  | Бразилия                 | 9 | 8 | 1 | 766:639 | 26:6  | 17 |
| 2  | Китай                    | 9 | 8 | 1 | 783:687 | 24:10 | 17 |
| 3  | Италия                   | 9 | 8 | 1 | 844:751 | 26:10 | 17 |
| 4  | США                      | 9 | 7 | 2 | 771:664 | 22:11 | 16 |
| 5  | Куба                     | 9 | 6 | 3 | 856:785 | 22:15 | 15 |
| 6  | Турция                   | 9 | 4 | 5 | 743:732 | 16:17 | 13 |
| 7  | Германия                 | 9 | 4 | 5 | 710:709 | 16:16 | 13 |
| 8  | Доминиканская Республика | 9 | 4 | 5 | 725:761 | 15:19 | 13 |
| 9  | Япония                   | 9 | 2 | 7 | 641:737 | 9:23  | 11 |
| 10 | Польша                   | 9 | 1 | 8 | 768:855 | 13:24 | 10 |
| 11 | Таиланд                  | 9 | 1 | 8 | 710:824 | 10:26 | 10 |
| 12 | Казахстан                | 9 | 1 | 8 | 552:725 | 4:26  | 10 |

### 1-й тур
20—22 июня

#### Группа А
Кобе
20.06: Турция — США 3:1 (28:26, 25:16, 21:25, 25:19); Япония — Казахстан 3:0 (25:17, 25:13, 25:23).
21.06: США — Казахстан 3:0 (25:16, 25:17, 25:18); Япония — Турция 3:2 (21:25, 25:16, 17:25, 25:19, 15:12).
22.06: Турция — Казахстан 3:0 (25:17, 26:24, 25:15); США — Япония 3:2 (27:29, 25:18, 18:25, 25:16, 15:13).

#### Группа В
Нинбо
20.06: Бразилия — Таиланд 3:0 (25:22, 25:18, 25:20); Китай — Германия 3:1 (19:25, 25:19, 25:11, 25:21).
21.06: Китай — Таиланд 3:0 (25:11, 25:16, 25:19); Бразилия — Германия 3:1 (15:25, 25:23, 25:20, 30:28).
22.06: Германия — Таиланд 3:1 (19:25, 25:18, 25:21, 25:22); Китай — Бразилия 3:2 (22:25, 26:24, 22:25, 25:22, 15:13).

#### Группа С
Алассио
20.06: Куба — Польша 3:1 (25:20, 29:31, 25:21, 26:24); Италия — Доминиканская Республика 3:1 (19:25, 25:19, 25:17, 25:15).
21.06: Куба — Доминиканская Республика 3:0 (25:22, 25:15, 25:19); Италия — Польша 3:1 (25:17, 25:22, 23:25, 25:16).
22.06: Доминиканская Республика — Польша 3:2 (25:21, 23:25, 19:25, 25:23, 15:11); Италия — Куба 3:0 (25:23, 27:25, 25:23).

### 2-й тур
27—29 июня

#### Группа D
Виньйен
27.06: Бразилия — Казахстан 3:0 (25:10, 25:17, 25:19); Турция — Германия 3:1 (25:21, 25:22, 25:27, 25:18).
28.06: Германия — Казахстан 3:0 (25:17, 25:19, 25:21); Бразилия — Турция 3:0 (25:23, 25:19, 25:15).
29.06: Бразилия — Германия 3:0 (25:15, 27:25, 25:16); Турция — Казахстан 3:0 (25:16, 25:20, 25:17).

#### Группа E
Вроцлав
27.06: Доминиканская Республика — Польша 3:1 (25:22, 19:25, 25:17, 25:20); США — Таиланд 3:1 (25:18, 25:17, 26:28, 25:13).
28.06: Таиланд — Польша 3:2 (19:25, 25:21, 18:25, 25:23, 15:4); США — Доминиканская Республика 3:0 (25:13, 25:21, 25:20).
29.06: США — Польша 3:0 (25:17, 25:16, 25:20); Доминиканская Республика — Таиланд 3:1 (25:19, 24:26, 25:21, 25:22).

#### Группа F
Гонконг
27.06: Италия — Япония 3:0 (25:17, 25:20, 25:22); Китай — Куба 3:2 (25:18, 25:27, 21:25, 25:21, 15:13).
28.06: Италия — Куба 3:2 (21:25, 25:19, 19:25, 25:20, 15:13); Китай — Япония 3:0 (25:16, 29:27, 25:22).
29.06: Куба — Япония 3:1 (22:25, 25:21, 25:19, 25:16); Китай — Италия 3:2 (18:25, 25:20, 21:25, 27:25, 15:8).

### 3-й тур
4—6 июля

#### Группа G
Бангкок
4.07: Казахстан — Таиланд 3:2 (25:19, 25:19, 19:25, 17:25, 16:14); Куба — Германия 3:1 (23:25, 25:21, 25:8, 25:21).
5.07: Германия — Таиланд 3:0 (25:18, 25:15, 25:16); Куба — Казахстан 3:1 (22:25, 25:19, 25:21, 25:16).
6.07: Куба — Таиланд 3:2 (25:20, 25:22, 23:25, 17:25, 15:9); Германия — Казахстан 3:0 (25:15, 25:19, 25:19).

#### Группа H
Тайбэй
4.07: США — Польша 3:1 (20:25, 25:23, 25:19, 25:10); Италия — Турция 3:1 (25:20, 21:25, 30:28, 25:23).
5.07: США — Турция 3:1 (25:16, 25:20, 20:25, 25:17); Италия — Польша 3:2 (23:25, 23:25, 25:20, 25:14, 18:16).
6.07: Польша — Турция 3:0 (25:21, 25:22, 25:22); Италия — США 3:0 (25:22, 25:21, 25:16).

#### Группа I
Макао
4.07: Бразилия — Доминиканская Республика 3:2 (23:25, 22:25, 25:22, 25:23, 15:9); Китай — Япония 3:0 (25:16, 25:19, 25:15).
5.07: Бразилия — Япония 3:0 (25:16, 25:21, 25:15); Китай — Доминиканская Республика 3:0 (25:16, 25:22, 25:21).
6.07: Доминиканская Республика — Япония 3:0 (26:24, 25:13, 25:18); Бразилия — Китай 3:0 (25:21, 25:17, 25:20).

## Финальный этап
9—13 июля.  Иокогама.
| М | Команда  | 1   | 2   | 3   | 4   | 5   | 6   | И | В | П | С/О     | С/П  | О  |
| - | -------- | --- | --- | --- | --- | --- | --- | - | - | - | ------- | ---- | -- |
| 1 | Бразилия |     | 3:0 | 3:0 | 3:0 | 3:1 | 3:0 | 5 | 5 | 0 | 396:312 | 15:1 | 10 |
| 2 | Куба     | 0:3 |     | 3:1 | 3:2 | 3:1 | 3:1 | 5 | 4 | 1 | 446:436 | 12:8 | 9  |
| 3 | Италия   | 0:3 | 1:3 |     | 3:1 | 3:2 | 0:3 | 5 | 2 | 3 | 431:443 | 7:12 | 7  |
| 4 | США      | 0:3 | 2:3 | 1:3 |     | 3:2 | 3:2 | 5 | 2 | 3 | 467:491 | 9:13 | 7  |
| 5 | Китай    | 1:3 | 1:3 | 2:3 | 2:3 |     | 3:1 | 5 | 1 | 4 | 479:496 | 9:13 | 6  |
| 6 | Япония   | 0:3 | 1:3 | 3:0 | 2:3 | 1:3 |     | 5 | 1 | 4 | 413:454 | 7:12 | 6  |

9.07: Бразилия — США 3:0 (25:19, 25:19, 25:23); Италия — Китай 3:2 (22:25, 29:27, 20:25, 25:20, 15:9); Куба — Япония 3:1 (19:25, 25:23, 25:18, 25:19).
10.07: Куба — Китай 3:1 (25:21, 20:25, 26:24, 25:16); Бразилия — Италия 3:0 (25:20, 25:17, 25:23); США — Япония 3:2 (26:28, 25:20, 22:25, 25:20, 15:11).
11.07: Бразилия — Китай 3:1 (25:18, 25:16, 21:25, 25:18); Куба — США 3:2 (22:25, 17:25, 25:18, 25:21, 15:11); Япония — Италия 3:0 (25:23, 25:22, 26:24).
12.07: Бразилия — Куба 3:0 (25:14, 25:15, 25:20); Италия — США 3:1 (25:17, 26:28, 25:19, 25:19); Китай — Япония 3:1 (25:17, 28:30, 25:15, 25:21).
13.07: США — Китай 3:2 (25:23, 25:19, 22:25, 21:25, 17:15); Куба — Италия 3:1 (28:30, 25:18, 25:23, 25:19); Бразилия — Япония 3:0 (25:23, 25:23, 25:19).

## Итоги

### Положение команд
| Бразилия                    |
| Куба                        |
| Италия                      |
| 4. США                      |
| 5. Китай                    |
| 6. Япония                   |
| 7. Турция                   |
| 8. Германия                 |
| 9. Доминиканская Республика |
| 10. Польша                  |
| 11. Таиланд                 |
| 12. Казахстан               |

### Призёры
Бразилия: Валевска Оливейра, Каролина Албукерке, Марианне Штейнбрехер (Мари), Паула Пекено, Таиса Дахер ди Менезис, Элия Рожерио ди Соуза (Фофан), Валеска Менезис (Валескинья), Фабиана Клаудино, Велисса Гонзага (Сасса), Жаклин Карвальо, Шейла Кастро, Фабиана ди Оливейра (Фаби) (в матчах предварительного этапа также играли Жойс Силва и Каролин Гаттас). Главный тренер — Жозе Роберто Гимарайнс (Зе Роберто).
  Куба: Юмилка Руис Луасес, Янелис Сантос Алленье, Нэнси Каррильо де ла Пас, Дайми Рамирес Эчеварриа, Яйма Ортис Чарро, Рачел Санчес Перес, Юслейнис Эррера Альварес, Лиана Меса Луасес, Росир Кальдерон Диас, Кения Каркасес Опон, Юседей Силье Фромета, Сойла Баррос. Главный тренер — Антонио Пердомо Эстрелья.
  Италия: Сара Андзанелло, Паола Кроче, Таисмари Агуэро, Мартина Гуиджи, Дженни Барацца, Мануэла Секоло, Паола Кардулло, Серена Ортолани, Франческа Пиччинини, Франческа Ферретти, Элеонора Ло Бьянко, Лучия Бозетти (в матчах предварительного этапа также играли Валентина Фьорин, Антонелла Дель Коре и Симона Джоли). Главный тренер — Массимо Барболини.

### Индивидуальные призы
MVP:  Мари
Лучшая нападающая:  Дайми Рамирес
Лучшая блокирующая:  Валевска
Лучшая на подаче:  Мэгуми Курихара
Лучшая в защите:  Юко Сано
Лучшая связующая:  Ёсиэ Такэсита
Лучшая на приёме:  Юко Сано
Самая результативная:  Мэгуми Курихара